# 西村篤子

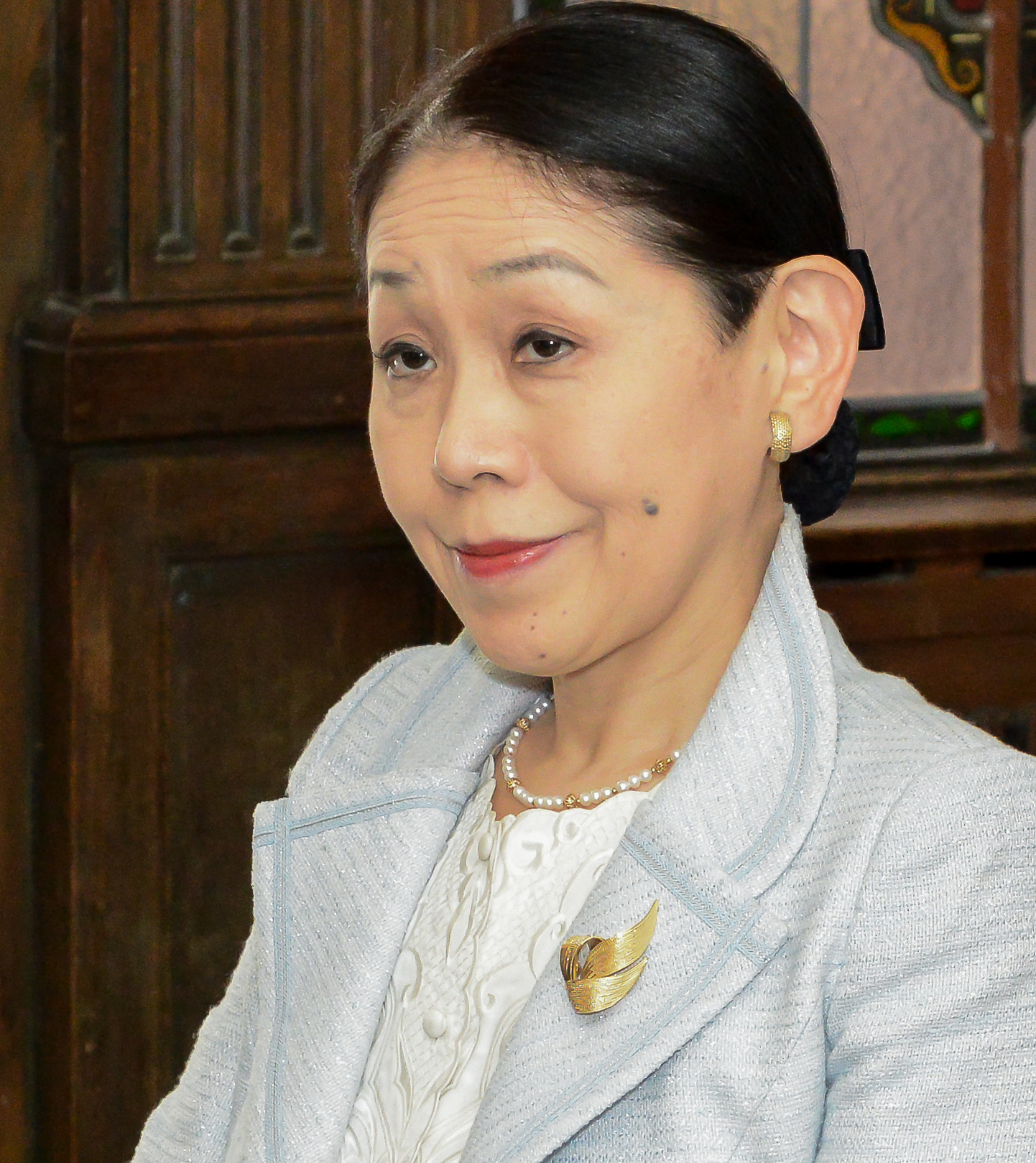
2015年

西村 篤子（にしむら あつこ、1953年5月5日 - ）は、日本の外交官、政治学者、博士（国際公共政策）。駐ベルギー公使、東北大学大学院教授などを経て、ルクセンブルク駐箚特命全権大使を務めた。
現在は、大成建設取締役、国際石油開発帝石取締役。中央大学国際情報学部教授。

## 人物
東京都出身。西村英一元厚生大臣は祖父。1976年に東京大学教養学部教養学科フランス科卒業。1978年スタンフォード大学大学院修士課程教育社会学専攻修了、修士。1979年外務省入省。研修としてフランス国立行政学院に留学。
外務省条約局法規課首席事務官を経て、1995年外務省総合外交政策局軍備管理軍縮課兵器関連物資等不拡散室長、1997年外務省中東アフリカ局アフリカ一課長、1999年国際連合日本政府代表部参事官/公使、2001年在ベルギー日本国大使館公使、2004年東北大学大学院法学研究科教授・東北大学公共政策大学院教授。2005年大阪大学に論文「アフリカにおける国民国家形成とエスニック・ナショナリズム ： ルワンダとタンザニアの事例から」を提出し、博士（国際公共政策）の学位を修得。
2008年独立行政法人国際交流基金統括役、2012年3月独立行政法人石油天然ガス・金属鉱物資源機構特命参与。2014年4月1日ルクセンブルク駐箚特命全権大使。2016年7月12日特命全権大使（女性・人権人道担当）。
2017年大成建設取締役、国際石油開発帝石取締役。
2019年中央大学国際情報学部教授。2021年法務省公安審査委員会委員。

## 著作
- Serre George, 西村篤子「インタビュ- フランスはこう見る最後の成長市場アフリカ」『外交フォーラム』第11巻第6号、都市出版、1998年6月、78-81頁、ISSN 09151281、NAID 40004749935。
- 西村篤子「ルワンダの民族紛争とエスニシティ」『国際公共政策研究』第6巻第2号、大阪大学大学院国際公共政策研究科、2002年3月、285-301頁、ISSN 1342-8101、NAID 120004838878。
- 西村篤子「ウジャマー社会主義とニエレレ : タンザニアのネイション形成」『国際公共政策研究』第8巻第1号、大阪大学大学院国際公共政策研究科、2003年10月、223-238頁、ISSN 1342-8101、NAID 120004842409、NCID AA1115271X。
- 西村篤子「ルワンダにおけるエスニシティの政治化 : 1990年から1994年を中心に」『国際公共政策研究』第9巻第2号、大阪大学大学院国際公共政策研究科、2005年3月、207-223頁、ISSN 1342-8101、NAID 120004838375。

## 同期
（ ）は現在の役職
- 平松賢司（外務省総合外交政策局長）
- 田良原政隆（駐エルサルバドル大使）
- 北岡元（エディンバラ総領事）
- 横井裕（駐トルコ大使）
- 花谷卓治（駐フィジー・バヌアツ・キリバス・ツバル・ナウル大使）
- 伊原純一（外務省アジア大洋州局長）
- 山口壯（衆議院議員）
- 大江博（内閣官房内閣審議官）
- 宮川眞喜雄（駐マレーシア大使）
- 廣木重之（駐南アフリカ大使）
- 長谷川晋（八戸学院大学客員教授、八戸学院短期大学客員教授）
- 小林弘裕（アフリカにおける地域経済共同体・平和・安全保障担当大使）
- 堀江良一（駐ケニア大使）
- 西岡淳（駐ジブチ大使）
- 小川正史（駐ネパール大使）
- 礒部博昭（駐パナマ大使）
- 羽田浩二（駐フィリピン大使）
- 大澤勉（駐カメルーン大使）